# Petaurista petaurista
Pétauriste roux, Écureuil volant géant asiatique, Taguan
Espèce
Statut de conservation UICN

 LC  : Préoccupation mineure
Répartition géographique
Petaurista petaurista, le Pétauriste roux, Écureuil volant géant asiatique ou encore Taguan, est une espèce de rongeurs de la famille des Sciuridae.

## Dénominations
- Nom scientifique valide : Petaurista petaurista (Pallas, 1766)[1].
- Nom vernaculaire normalisé chinois : 棕鼯鼠, zōng wúshǔ, « Pétauriste brun »
- Nom normalisé anglais : Red giant flying squirrel, Common giant flying squirrel
- Noms vulgaires et vernaculaires, couramment utilisés en français : Pétauriste, Pétauriste roux, Écureuil volant géant, Écureuil volant géant roux, Écureuil volant géant asiatique.

### Étymologies
Le terme « taguan » est d’origine philippine ; il provient du tagalog taguán, qui signifie « cachette », dérivé du verbe tagó (« cacher »), en référence au comportement discret et nocturne de l’animal. Cette dénomination vernaculaire est employée localement pour désigner certains écureuils volants, et a été adoptée par des naturalistes occidentaux, notamment Buffon, dans leurs descriptions de l’espèce,.

## Taxinomie
Si la position taxonomique des populations situées autour de la Sonde est généralement bien connue et admise, il y a une grande incertitude concernant les autres : certaines ont été incluses dans cette espèce ou reconnues comme des sous-espèces d'autres espèces, voire considérées comme des espèces distinctes,.
Grossièrement, l’ensemble de ces sous-espèces peuvent être divisées en sous-groupes, dont certains ont été considérés comme faisant partie soit de cette espèce, soit de P. philippensis, soit du Pétauriste blanc et roux (P. alborufus) ou de P. elegans, ou comme leurs propres espèces distinctes. Jusqu'aux années 1980, certaines autorités listaient même P. philippensis lui-même comme une sous-espèce du Pétauriste roux.

### Sous-espèces
| Groupe            | Nom binominal, auteur et références                                                                      | Description | Localisation                                                                  | Dimensions                                        | Synonymes et auteurs           |
| ----------------- | --- | --- | ----------------------------------------------------------------------------- | ------------------------------------------------- | ------------------------------ |
| Groupe petaurista | Pétauriste roux (Petaurista petaurista) (Pallas, 1766) ITIS (2025-05-14) UICN (2025-05-14) (Espèce type) | Sous-espèce de grande taille, au pelage rougeâtre ou brunâtre. C’est la forme ancestrale d’où sont issues les autres populations,. | Îles de la Sonde : Java, Sumatra, Bornéo, péninsule Malaise, Singapour        | 28,5–55 cm (corps), 34–63 cm (queue), 990–3 200 g | Petaurista petaurista terutaus |
| Groupe petaurista | Petaurista petaurista terutaus (Robinson & Kloss, 1919) ITIS (2025-05-14) UICN (2025-05-14)              | Similaire à la sous-espèce type, parties supérieures plus grisâtres, tête plus blanchâtre                                          | ko Tarutao, mer d'Andaman (Thaïlande)                                         |                                                   |                                |
| Groupe taylori    | Petaurista petaurista taylori (Chasen, 1933) ITIS (2025-05-14) UICN (2025-05-14)                         | Similaire à P. p. terutaus, | Tanintharyi (Birmanie) et ouest de la Thaïlande                               |                                                   |                                |
| Groupe barroni    | Petaurista petaurista barroni (Thomas, 1911) ITIS (2025-05-14) UICN (2025-05-14)                         | Teinte brun clair sur le dos, reflets grisâtres, ventre blanchâtre,                                                                | Centre/sud-est de la Thaïlande, sud du Laos                                   |                                                   |                                |
| Groupe barroni    | Petaurista petaurista lylei (Thomas, 1926) ITIS (2025-05-14) UICN (2025-05-14)                           | | Nord de la Thaïlande                                                          |                                                   |                                |
| Groupe barroni    | Petaurista petaurista candidula (Elliot, 1908) ITIS (2025-05-14) UICN (2025-05-14)                       | Similaire à P. p. barroni, queue gris-jaunâtre                                                                                     | Birmanie, nord de la Thaïlande, nord-est de l'Inde                            |                                                   |                                |
| Groupe albiventer | Petaurista petaurista albiventer (Gray, 1834) ITIS (2025-05-14) UICN (2025-05-14)                        | Pelage rouge acajou avec poils blanchâtres, dessous blanc jaunâtre,                                                                | Himalaya occidental et central (Afghanistan, Pakistan, nord de l'Inde, Népal) | Taille moyenne à grande                           |                                |
| Groupe yunanensis | Petaurista petaurista yunanensis (Anderson, 1879) ITIS (2025-05-14) UICN (2025-05-14)                    | Dos rouge-brun, tête sombre, queue noirâtre à base grise,                                                                          | NE Inde, NW Yunnan, SE Tibet, Birmanie, Laos, Vietnam                         | Taille moyenne à grande                           |                                |
| Groupe yunanensis | Petaurista petaurista sybilla (Thomas, 1912) ITIS (2025-05-14) UICN (2025-05-14)                         | | Nord du Vietnam                                                               |                                                   |                                |
| Groupe yunanensis | Petaurista petaurista nigrescens (Anderson, 1875) ITIS (2025-05-14) UICN (2025-05-14)                    | | Nord-est de l'Inde                                                            |                                                   |                                |
| Groupe rubicundus | Petaurista petaurista rubicundus (Milne-Edwards, 1872) ITIS (2025-05-14) UICN (2025-05-14)               | Ressemble à la forme type, pattes brun foncé                                                                                       | Gansu, Shaanxi, Sichuan (Chine)                                               |                                                   |                                |
| Groupe rubicundus | Petaurista petaurista rufipes (Milne-Edwards, 1872) ITIS (2025-05-14) UICN (2025-05-14)                  | Fourrure uniformément rouge ferrugineux, y compris la queue                                                                        | Fujian, Guangdong, Guangxi, Yunnan (Chine)                                    |                                                   |                                |
| Groupe grandis    | Petaurista petaurista grandis (Sanborn, 1952) ITIS (2025-05-14) UICN (2025-05-14)                        | Dessus rouge-châtain foncé, dessous ocre, queue noire sauf base                                                                    | Taïwan (100–2 500 m, surtout 500–2 000 m)                                     | Relativement petit                                |                                |

## Description

### Dimensions
Le pétauriste roux est parmi les plus grands écureuils volants voire le plus grand écureuil au monde. Il a une longueur tête-corps de 28,5 à 55 cm, une longueur de queue de 34 à 63 cm  et pèse environ 990 g à 3,2 kg,. Les mâles sont généralement un peu plus petits, au moins en poids, que les femelles,.

### Fourrure
Comme son nom l’indique, cet écureuil est caractérisé par sa fourrure d’une couleur brun roussâtre bien répartie sur la partie supérieur du corps. Les parties inférieures comme le ventre sont d’une couleur plus claire, du pâle au grisâtre. Cette palette de couleur reste relativement commune à l’ensemble des populations mais certaines sous-espèces spécifiques peuvent largement diverger des autres en termes de teinte et de répartition des couleurs sur la surface du pelage.

## Répartition
Le pétauriste roux, comme la plupart des pétauristes sont exclusifs au continent asiatique, s'étendant au nord jusqu'à l'Himalaya et le sud et le centre de la Chine en passant par les îles indonésiennes. En termes d’habitat, il peut vivre dans une grande variété de zones boisées : des forêts, des plantations, mais aussi des habitats plus ouverts avec des arbres dispersés,.

## Mode de vie

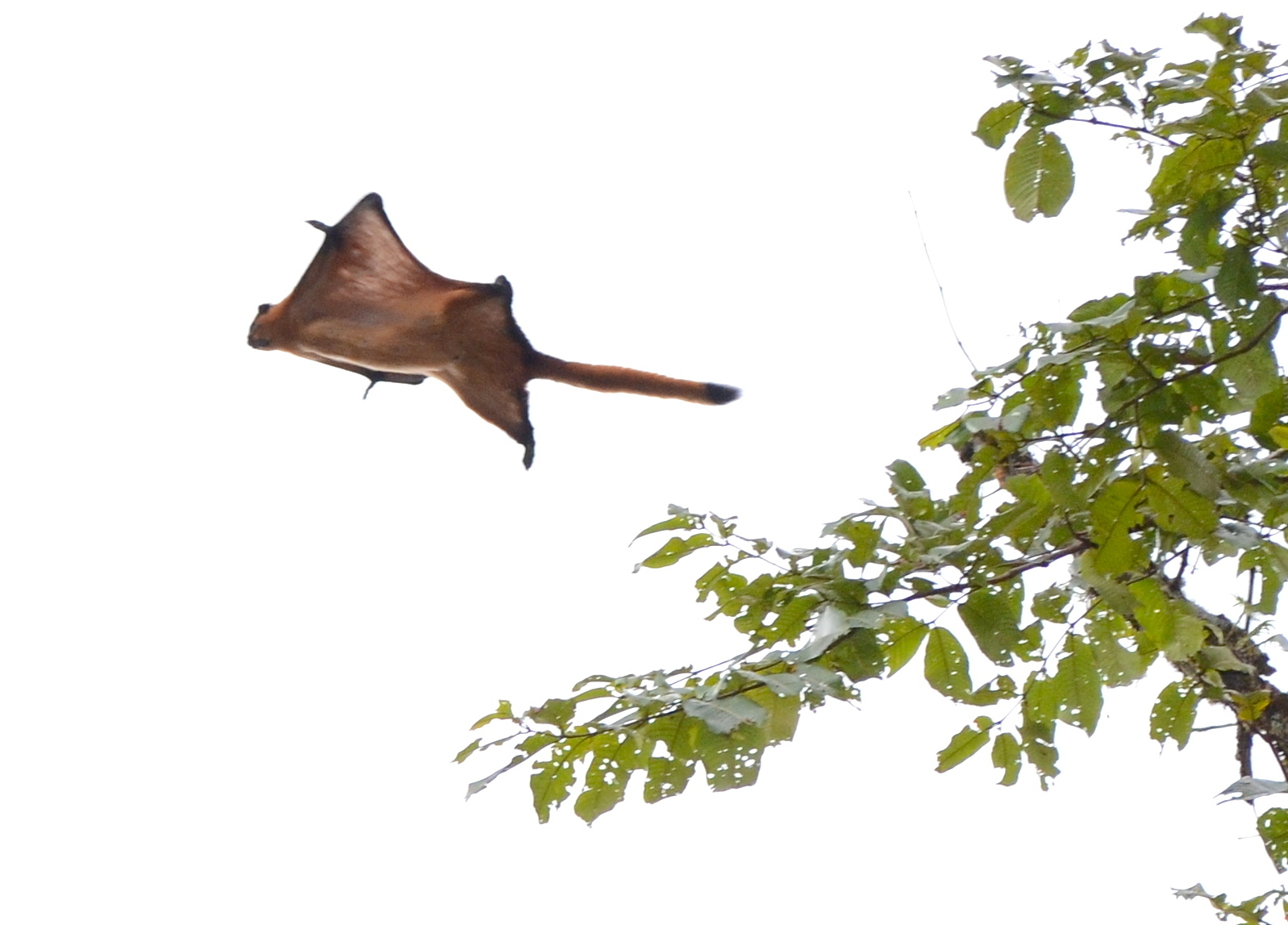
Vol plané à Sumatra.

### Activité

#### Comportement
Le pétauriste roux a une activité largement nocturne,, commençant juste avant le crépuscule pour se retirer à l'aube. Parfois, il peut rester hors de son nid jusqu'en milieu de matinée. Il passe généralement la journée dans un trou creusé à même le tronc d’un arbre se trouvant en moyenne à 10 m ou plus au-dessus du sol. Il peut également nicher dans des cavités dans la roche ou bien, dans le pire des cas, construire son nid lui-même avec de la végétation, mais toujours en hauteur, dans un arbre. Dans une étude menée sur sept nids dans le parc national de Namdapha en Inde, une cavité creusée dans un tronc d’arbre habitée par cet écureuil était à environ 35 m au-dessus du sol, tandis que les autres étaient à des hauteurs estimées à  environ 15 à 21 m au-dessus du sol. Les pétauristes se disputent parfois avec les calaos pour avoir les meilleures cavités dans les troncs d’arbres pour y faire leur nid.

#### Déplacement
Le pétauriste roux se déplace généralement d’arbre en arbre par de longs vols planés, jusqu'à au moins 100 voire 150 m de longueur,, certains auraient même atteint 450 m. Toutefois, la plupart des déplacements ne dépassent pas la cinquantaine de mètres. Ces vols planés sont le plus souvent amorcés depuis les plus hautes strates de la canopée. L'animal atterrit bien en dessous de sa hauteur de lancement, car l'angle de plané typique est d'environ 14–22°. Et les hauteurs d'atterrissage sont généralement supérieures à 3 m au-dessus du sol. L’espèce peut affectionner les espaces où les arbres sont plus rares à condition que la distance qui sépare les arbres entre eux ne soit pas supérieure à sa distance de déplacement, ce qui fait qu’il peut aisément s’accommoder des infrastructure humaines comme les autoroutes. Une distance trop longue entre les arbres marque clairement la limite de répartition de l’espèce.

### Alimentation
Le pétauriste roux est un herbivore à forte tendance folivore, il a été enregistré en train de se nourrir des feuilles de nombreuses essences de plantes, mais a une préférence pour la végétation la plus fraîche,. Dans son régime alimentaire figurent également des pousses, des fleurs, des fruits, des noix, des graines, du lichen, des mousses, des brindilles, de l'écorce et, dans la partie nord de son aire de répartition, des pommes de pin,,,. À Taïwan, la sous-espèce P. p. grandis a été enregistrée en train de se nourrir d'au moins trente espèces de plantes de 19 familles différentes. Lorsqu'il se nourrit d'écorce de manière excessive, il peut tuer les arbres, pour cette raison il est parfois considéré comme une espèce susceptible d’occasionner des dommages dans les plantations de conifères, tandis que son régime frugivore peut entraîner des conflits avec les populations humaines dans les plantations et les vergers. Bien que cela ne soit pas entièrement confirmé, il existe de fortes indications que les pétauristes se nourrissant de fleurs peuvent jouer un rôle de pollinisateur chez certaines essences d’arbres. Certaines populations, comme P. p. yunanensis, se rendent à des endroits spécifiques pour se nourrir de minéraux directement depuis des parois rocheuses.
Lorsque seules des sources de nourriture relativement pauvres comme les feuilles fanées sont disponibles, le pétauriste reste toujours actif, mais moins que durant les périodes où des sources de nourriture plus riches comme les feuilles les plus fraîches et les fruits sont disponibles. Les populations qui vivent dans les régions montagneuses plus froides comme P. p. albiventer restent actives même lorsque la neige commence à atteindre une certaine hauteur depuis le sol. Mais pendant cette période, ils peuvent se déplacer vers des altitudes plus basses.
Alors que certaines espèces de pétauristes complètent leur alimentation avec de petits animaux, principalement des insectes, cela n'a pas été rapporté chez le pétauriste roux,,.

### Vie sociale et reproduction
Les densités de population varient considérablement chez le pétauriste roux. À Taïwan (P. p. grandis), le nombre d’individus varie d'une moyenne d'environ cinq pour vingt hectares dans les forêts de feuillus, à environ un cinquième de cette densité dans les plantations de conifères, bien qu'il y ait également des rapports de domaines vitaux dans ce dernier habitat qui sont aussi petits, voire un peu plus petits, que la moyenne rapportée dans le premier habitat. Il s'agit souvent de l'espèce de pétauristes la plus commune dans la région des îles de la sonde.
Ses vocalises sont souvent répétées, surtout au crépuscule. Celle de P. p. albiventer, vivant dans l'Himalaya, a été décrite comme une « plainte monotone répétée » ou encore « un gémissement perçant et prolongé ». Parfois, de petits groupes peuvent vocaliser activement entre eux pendant une longue période. Mais, plus généralement, l’individu vit seul ou en couples, parfois accompagné d'un jeune, et se nourrissent ensemble pendant quelques mois après la naissance,.
Il y a généralement un, rarement deux, jeunes par portée, typique des autres espèces de pétauristes,. À Taïwan P. p. grandis a deux saisons de reproduction par an, avec la plupart des naissances en janvier-février et juillet-août. Dans l'Uttarakhand en Inde, un jeune a été trouvé dans un nid en mai et en Malaisie des femelles gestantes ont été observées en février. Le jeune tète pendant une période prolongée après la naissance ; plus de deux mois chez P. p. albiventer.

## Statut de conservation
Bien que déclinant localement en raison de la perte d'habitat et dans une moindre mesure de la chasse, il reste globalement commun et ce n'est pas une espèce menacée.